# Handball en Belgique
Le handball est un sport mineur en Belgique. Les compétitions de handball sont organisées par différents organismes. La Division 1 et 2 sont ainsi organisées par l'URBH. Les divisions régionales sont organisés par la Ligue francophone de handball et la Vlaamse Handbal Vereniging pour les clubs qui leur sont affiliés. Les compétitions provinciales sont organisés par les comités provinciaux. 
La BeNe League est cogéré par l'Union royale belge de handball et par la Nederlands Handbal Verbond.

## Histoire
Le handball a été importé par le liégeois Jules Devlieger après l'avoir découvert aux Olympiades ouvrières de Prague en 1921. Il l'introduit en Province de Liège où il connait un grand succès, l'Union Beynoise, le matricule 3, fondé en 1921 est aujourd'hui le plus vieux club du royaume.
En 1949, au retour d'un tournoi en Scandinavie, Jules Devlieger, accompagné de Roger Crutzen introduisit le handball à sept en Belgique, 
En 1956, l'Union belge de handball est créée et organisa ses propres compétitions à sept. La première compétition officielle voit le jour à l'issue de la saison 1958-1959. Les premières années voient les clubs liégeois dominer outrageusement les compétitions nationales à l'instar du ROC Flémalle vainqueur de 11 titres de champion et de 3 Coupe de Belgique. 

### Les dix plus vieux clubS
| Matricule | Nom                     | Ancien Nom                                                                        | Fondation   |
| --------- | ----------------------- | --------------------------------------------------------------------------------- | ----------- |
| 003       | Union Beynoise          | HC Beyne Extran Beyne Fleuron Beyne                                               | 1921        |
| 005       | KTSV Eupen 1889         | TSV Eupen 1889                                                                    | années 1920 |
| 006       | HC Herstal/Trooz        | OC Flémallois ROC Flémalle VOO HC Herstal-Flémalle ROC VOO RHC Grâce-Hollogne/Ans | 1924        |
| 014       | HV Uilenspiegel Wilrijk | /                                                                                 | 1945        |
| 022       | HC Welta Mechelen       | Eendracht Mechelen Malinois Handbalclub Klub Mechelen Handbal                     | années 1950 |
| 027       | Waterloo ASH            | AHC Schaerbeek                                                                    | ?           |
| 038       | JS Herstal              | Union Préalle HC                                                                  | 1935        |
| 041       | DHW United Antwerpen    | HB Beerschot KV Sasja HC SD Antwerpen DHW Antwerpen                               | 1933        |
| 048       | Olse Merksem HC         | /                                                                                 | 1958        |
| 049       | Renaissance Montegnée   | Progrès HC Seraing RPSM Renaissance Montegnée Renais'Ans Montegné                 | 1958        |

## Structure de la compétition masculine
| Niveau | Division                                     | Division                         | Division                         | Division                         | Division             | Division                         | Division                                | Division             |
| ------ | -------------------------------------------- | -------------------------------- | -------------------------------- | -------------------------------- | -------------------- | -------------------------------- | --------------------------------------- | -------------------- |
|        | BeNe League 12 équipes dont 6 équipes belges |                                  |                                  |                                  |                      |                                  |                                         |                      |
| 1      | Division 1 8 équipes                         | Division 1 8 équipes             | Division 1 8 équipes             | Division 1 8 équipes             | Division 1 8 équipes | Division 1 8 équipes             | Division 1 8 équipes                    | Division 1 8 équipes |
| 2      | Division 2 8 équipes                         | Division 2 8 équipes             | Division 2 8 équipes             | Division 2 8 équipes             | Division 2 8 équipes | Division 2 8 équipes             | Division 2 8 équipes                    | Division 2 8 équipes |
| 3      | D1 LFH 10 équipes                            | D1 LFH 10 équipes                | D1 LFH 10 équipes                | D1 LFH 10 équipes                | Liga.1 12 équipes    | Liga.1 12 équipes                | Liga.1 12 équipes                       | Liga.1 12 équipes    |
| 4      | Promotion Liège                              | Promotion Liège                  | Promotion Brabant wallon-Hainaut | Promotion Brabant wallon-Hainaut | Liga.2 12 équipes    | Liga.2 12 équipes                | Liga.2 12 équipes                       | Liga.2 12 équipes    |
| 5      | Pas de correspondant francophone             | Pas de correspondant francophone | Pas de correspondant francophone | Pas de correspondant francophone | Liga.3 11 équipes    | Liga.3 11 équipes                | Liga.3 11 équipes                       | Liga.3 11 équipes    |
| 6      | Pas de correspondant francophone             | Pas de correspondant francophone | Pas de correspondant francophone | Pas de correspondant francophone | Promotion Limbourg   | Promotion Brabant flamand-Anvers | Promotion Flandre-Orientale/Occidentale |                      |

## Structure de la compétition féminine
| Niveau | Division                         | Division                         | Division                         | Division                         | Division              | Division                         | Division                                | Division              |
| ------ | -------------------------------- | -------------------------------- | -------------------------------- | -------------------------------- | --------------------- | -------------------------------- | --------------------------------------- | --------------------- |
| 1      | Division 1 8 équipes             | Division 1 8 équipes             | Division 1 8 équipes             | Division 1 8 équipes             | Division 1 8 équipes  | Division 1 8 équipes             | Division 1 8 équipes                    | Division 1 8 équipes  |
| 2      | Division 2 12 équipes            | Division 2 12 équipes            | Division 2 12 équipes            | Division 2 12 équipes            | Division 2 12 équipes | Division 2 12 équipes            | Division 2 12 équipes                   | Division 2 12 équipes |
| 3      | D1 LFH                           | D1 LFH                           | D1 LFH                           | D1 LFH                           | Liga                  | Liga                             | Liga                                    | Liga                  |
| 4      | Pas de correspondant francophone | Pas de correspondant francophone | Pas de correspondant francophone | Pas de correspondant francophone | Promotion Limbourg    | Promotion Brabant flamand-Anvers | Promotion Flandre-Orientale/Occidentale |                       |

### URBH
Depuis la régionalisation de la Belgique en 1977, l'Union Royal Belge de Handball (URBH) organise tous les ans la première division et la deuxième division national masculine et féminine. Il y a quelques années, l'URBH organisait la division d'honneur qui a été remplacé par la première division national.

## Principales fusions
- 1976: Fusion du HC Inter Herstal et de l'Université de Liège qui donne l'Inter Unif
- Années 80: Fusion du Progrès HC Seraing et du HC Renaissance Montegnée et donne le RPSM
- ?: Le FOHC-UCL fusionne avec le A.S.E.K. 72 (Association Sportive Evere Kraainem), et le HC Evere et donne le Femina ASKO[1].
- 1988 : Fusion entre le FOHC (Fémina Ottignies Handball Club) et l'équipe de handball de UCL[2].
- 1986: JS Grâce-Hollogne fusionne avec le S.C.A.M. et donne le JS Athénée Montégnée.
- 1993: Fusion entre le Sporta Evere et le Kraainem 72 pour donner le Association Sporta Evere Kraainem 72, ASEK 72.
- 1995: Fusion entre les dames du HC Buggenhout, du Squadra Lebbeke et du Ros Beiaard pour donner Superano.
- 1999: HC La Hestre fusionne avec le HC Chapelle et donne l'Entente du Centre CLH.
- 2002: La section féminine du Thor Middelkerque fusionne avec la section féminine du HBC Izegem et donne le DHT Middelkerque-Izegem.
- 2002: Fusion entre l'Ajax Lebbeke et l'HC Buggenhout pour former l'Ajax Lebbeke (équipe homme) et l'Ajax Buggenhout (équipe dame et jeunes).
- 2004: SD Antwerpen fusionne avec les équipes féminine du KV Sasja HC Hoboken et du HV Uilenspiegel Wilrijk et donne le DHW Antwerpen.
- 2008: Femina ASKO fusionne avec le HC Evere et donne le Brussels HC[1].
- 2008: HC Eynatten fusionne avec le HC Raeren 76 et donne le HC Eynatten-Raeren.
- 25 août 2009: ROC Flémalle fusionne avec le VOO HC Herstal et donne le VOO HC Herstal-Flémalle ROC  (en 2013 le VOO HC Herstal-Flémalle ROC absorbe les équipes jeunes du HC Grâce-Hollogne et devient le VOO RHC Grâce-Hollogne/Ans.).
- août 2009: Sporting Neerpelt fusionne avec le HCA Lommel et donne le Sporting Neerpelt-Lommel.
- avril 2011: AHC Schaerbeek fusionne avec le Mouloudia Bruxelles et donne le United Brussels HC  (en 2012 le United Brussels HC absorbe le HC Anderlecht.).

## Événement
- Championnat du monde C masculin de handball 1982.
- Tournoi de qualification III de la Ligue des champions de l'EHF.

## Abréviations des clubs

### Abréviations pour les clubs germanophones
| Abrév. | Signification                    | Exemple            |
| KTSV   | Königliche Tradition Sportverein | KTSV Eupen 1889    |
| HC     | Handball Club                    | HC Eynatten-Raeren |

### Abréviations pour les clubs francophones
| Abrév. | Signification                             | Exemple                                                 |
| ASH    | Ambiorix Sport Handball                   | Waterloo ASH                                            |
| CLH    | Chapelle-La Hestre                        | Entente du Centre CLH                                   |
| EHC    | Estudiantes Handball Club                 | EHC Tournai                                             |
| HBC    | Handball Club                             | HBC Charleroi-Ransart                                   |
| HC     | Handball Club                             | HC Visé BM, HC Renaissance Montegnée, Brussels HC, etc. |
| HSC    | Handball Sporting Club                    | HSC Tubize                                              |
| RHC    | Royal Handball Club                       | VOO RHC Grâce-Hollogne/Ans                              |
| ROC    | Royal Olympic Club ou Racing Olympic Club | ROC Flémalle, ROC Flémalle Mat.599                      |
| SHC    | Sporting Handball Club                    | SHC Mont-sur-Marchienne                                 |
| UBHC   | United Brussels Handball Club             | United Brussels Handball Club                           |

### Abréviations pour les clubs néerlandophones
| Abrév. | Signification                              | Traduction                                         |
| DHC    | Dames Handbal Club                         | DHC Overpelt, DHC Meeuwen, DHC Waasmunster         |
| DHT    | Dames Handbal Team                         | DHT Middelkerke-Izegem                             |
| DHW    | Dames Hoboken Wilrijk                      | DHW Antwerpen                                      |
| HB     | Handbal                                    | HB Sint-Truiden                                    |
| HBC    | Handbal Club                               | HBC Izegem                                         |
| HC     | Handbal Club                               | Initia HC Hasselt, HC Leuven, HC Atomix, etc.      |
| HKW    | Handbal Klub Waasland                      | HKW Waasmunster                                    |
| HV     | Handbal Vereniging                         | HV Uilenspiegel Wilrijk, HV Arena, HV Lommel, etc. |
| HHV    | Handbal Heren Vereniging                   | HHV Meeuwen                                        |
| KV     | Koninklijke Vereniging                     | KV Sasja HC Hoboken                                |
| Sasja  | Sport Afdelingen Syndicale Jeugd Antwerpen | KV Sasja HC Hoboken                                |

## Médias
Le handball est un des sports collectifs les moins populaires en Belgique et n'est donc pas très médiatisé sur les chaînes nationales, il est cependant plus médiatisé sur les chaînes locales telles que 
- RTC, le journal hebdomadaire RTC Sports qui informe sur le handball en province de Liège sur les équipes évoluant en national.
- TV Limburg, TVL Sports qui informe sur le handball en province de Limbourg sur les équipes évoluant en national.
- Sporza, Informe sur le handball en Région flamande et diffuse fréquemment les matchs des Red Wolves.
- Chaque semaine, Notélé, la chaîne de télévision locale du Hainaut Occidentale, diffuse Estu Mag, proposant les meilleurs moments des rencontres sportives du EHC Tournai, cette retransmission dure en moyenne une vingtaine de minutes[3].
- La DH
- L'Avenir
- Sud presse
- Het Belang van Limburg
- De Standaard
- De Morgen
- Grenz Echo

## Article annexe
- Sport en Belgique